# Cryptachaea nayaritensis
Cryptachaea nayaritensis là một loài nhện trong họ Theridiidae.
Loài này thuộc chi Cryptachaea. Cryptachaea nayaritensis được Herbert Walter Levi miêu tả năm 1959.